# Zabrzděte moji ženu
Zabrzděte moji ženu (v anglickém originále Brake My Wife, Please) je 20. díl 14. řady (celkem 311.) amerického animovaného seriálu Simpsonovi. Scénář napsal Tim Long a díl režíroval Pete Michels. V USA měl premiéru dne 11. května 2003 na stanici Fox Broadcasting Company a v Česku byl poprvé vysílán 18. ledna 2005 na stanici ČT1.

## Děj
Poté, co Homer nechá rodinu na několik hodin čekat v nemocnici, protože se s ním Marge nemohla spojit, aby přinesl Bartovu kartičku zdravotní pojišťovny, naléhá na Homera, aby si koupil mobilní telefon. Homer to rychle přežene se moderními přístroji, které se k novému telefonu hodí, což vede k jeho autonehodě a odebrání řidičského průkazu. Homer je nucen všude chodit pěšky, a přestože je zpočátku zatrpklý, začne si nový způsob cestování užívat. 
Jak se Homerovi pěší chůze začíná zamlouvat, Marge začíná svou povinnost vozit všechny na různá místa považovat za stále více stresující. Jednoho dne, když se Homer prochází s ostatními obyvateli Springfieldu, ho Marge omylem autem srazí. 
Jelikož je Homer nyní zcela závislý na péči Marge, jejich vztah utrpí poté, co Marge Homera polije horkou polévkou a posléze mu vykopne vycházkovou hůl, kterou používá, což vede zděšeného Homera k prohlášení, že se mu Marge nyní snaží úmyslně ublížit. Marge přiznává, že ho nenávidí nejen za to, že přišel o řidičský průkaz, ale také za to, že ji teď bere jako samozřejmost. Navštíví manželského poradce, který jim poradí, aby si sepsali lidi důležité pro jejich život, ale Homer napíše jen své jméno. Když Marge smutně odchází, poradce Homerovi poradí, aby udělal jedno naprosto nesobecké gesto a získal Marge zpět. Homer pozve všechny obyvatele Springfieldu (kromě rodiny Flandersových, které namluví, že se s nimi chce Ježíš setkat v Montaně) do domu Simpsonových na zahradní grilování na Marginu počest. 
Marge, vracející se ve špatné náladě po jízdě autem, přichází na zahradu a všichni ji vítají. Po grilování Marge řekne Homerovi, že ho miluje. Homer a ostatní hosté, včetně Jacksona Browna, jí připijí na zdraví, než Homer po skončení večeře zapne zahradní zavlažování, a tak všechny vyžene.

## Přijetí
Ve Spojených státech díl během premiéry sledovalo 10,56 milionu diváků.
Colin Jacobson z DVD Movie Guide uvedl, že díl „začíná docela dobře, ale postupem času se vytrácí. Problém pramení z příběhu – nebo jeho absence. Spousta epizod Simpsonových mění za pochodu rychlost, ale obvykle to dělají přirozeně; když Zabrzděte moji ženu změní svou cestu, působí to, jako by jen slepila dva samostatné příběhové nápady do jednoho programu. Pořád je to příjemné, ale jeho nejlepší momenty přicházejí v první polovině.“
Server Simbasible díl charakterizoval jako „další manželskou epizodu, která je dějově nezajímavá“.